# Diecezja Reggio Emilia-Guastalla
Diecezja Reggio Emilia-Guastalla – łac. Dioecesis Regiensis in Aemilia-Guastallensis – diecezja Kościoła rzymskokatolickiego w północnych Włoszech, w metropolii Modena-Nonantola, w regionie kościelnym Emilia-Romania.
Została erygowana w I wieku. 30 września 1986 papież Jan Paweł II połączył diecezję Reggio Emilia z diecezją Guastalla, która powstała w 1828 nadając jej obecną nazwę.